# Jejrinejski zaljev
Jejrinejski zaljev (rus. Ейринейская губа) je mali zaljev u Habarovskom kraju, Rusija.

## Geografija
Zaljev Yeyriney nalazi se na sjevernoj obali Ohotskog mora. Leži zapadno od planinskog poluotoka Lisjanski i ulazi se između rta Shil'kan na zapadu i rta Jejrinejski na istoku. Zaljev je širok 6,43 km, a dubok oko 24 m na svojoj polovici. Zaljev je rtom Kekurnji podijeljen u dvije uvale.

## Povijest
Američki kitolovci poslali su kitolovke u zaljev da love grenlandske kitove 1840-ih.